# Andrzej Gaca
Andrzej Gaca (ur. 1951) – doktor habilitowany nauk prawnych, profesor nadzwyczajny Uniwersytetu Mikołaja Kopernika w Toruniu. Przez całą swoją karierę naukową związany z tymże uniwersytetem. 
Od 1974 roku zatrudniony na Wydziale Prawa i Administracji Uniwersytetu Mikołaja Kopernika w Toruniu. Początkowo pracował w Zakładzie, następnie w Katedrze Powszechnej Historii Państwa i Prawa. Zatrudniony kolejno na stanowiskach asystenta i adiunkta, a następnie od 2010 roku, jako profesor nadzwyczajny uczelni. Pełnił również funkcje Kierownika Katedry w latach 2010-2019. 
Stopień doktora uzyskał w roku 1986, promotorem pracy był prof. dr hab. Zbigniew Zdrójkowski. W roku 2008 uzyskał stopień doktora habilitowanego nauk prawnych (specjalność: historia prawa) na podstawie pracy habilitacyjnej „Prawo jutlandzkie Waldemara II (jyske lov) z 1241 roku”.
Wykładał na wydziale prawa oraz na wydziale stosunków międzynarodowych w Wyższej Szkole Międzynarodowych Stosunków Gospodarczych i Politycznych w Gdyni, a następnie w Wyższej Szkole Administracji i Biznesu w Gdyni. 
Jego zainteresowania naukowe obejmują przede wszystkim zagadnienia związane z historią ustroju i prawem państw skandynawskich, a także Rosji i Włoch oraz dziejami integracji europejskiej.
Redaktor Naczelny Studia Iuridica Toruniensia, członek Rady Naukowej Toruńskich studiów polsko-włoskich / Studi polacco-italiani di Toruń. 